# 王師 (清朝)
王師（？—1750年），字貞甫，號莪園，山西平陽府臨汾縣人，清朝政治人物。

## 生平
雍正八年（1730年）庚戌科進士。授元城縣知縣，調清苑縣知縣，升冀州直隸州知州，遷清河道，擢直隸按察使。乾隆十一年（1746年）升浙江布政使，調江蘇布政使，被劾解任。因直隸按察使任內失察，降補天津道。再授浙江布政使，乾隆十五年（1750年）擢江蘇巡撫，同年卒。

## 事跡
乾隆十三年（1748年）天津道任內，受罰捐修永清縣城池，由知縣張士英承修。
子王亶望因甘肅冒賑案被處斬，其子王裘等人發往伊犁，幼子入刑部大牢。乾隆六十年（1795年），乾隆帝讓出皇位，這時國史館進呈《王師傳》，乾隆帝說“勿令師絕嗣也！”，便赦免王亶望諸子。